# Municipio de Seneca (condado de Noble)
El municipio de Seneca (en inglés: Seneca Township) es un municipio ubicado en el condado de Noble en el estado estadounidense de Ohio. En el año 2010 tenía una población de 479 habitantes y una densidad poblacional de 7,56 personas por km².

## Geografía
El municipio de Seneca se encuentra ubicado en las coordenadas 39°52′0″N 81°23′19″O / 39.86667, -81.38861. Según la Oficina del Censo de los Estados Unidos, el municipio tiene una superficie total de 63.34 km², de la cual 61,15 km² corresponden a tierra firme y (3,46 %) 2,19 km² es agua.

## Demografía
Según el censo de 2010, había 479 personas residiendo en el municipio de Seneca. La densidad de población era de 7,56 hab./km². De los 479 habitantes, el municipio de Seneca estaba compuesto por el 98,75 % blancos, el 0,21 % eran afroamericanos, el 1,04 % eran amerindios. Del total de la población el 0,21 % eran hispanos o latinos de cualquier raza.